# Elizabeth của Lancaster
Elizabeth của Lancaster (sinh ngày 21 tháng 2 năm 1363 – 24 tháng 11 năm 1426) là đứa con thứ ba của John xứ Gaunt và Blanche của Lancaster. Elizabeth được phong làm Quý bà Garter vào năm 1378.